# پل برگ (کارگردان)
پل برگ (دانمارکی: Poul Berg؛ زادهٔ ۱۹ اوت ۱۹۷۰) فیلم‌نامه‌نویس و کارگردان اهل دانمارک است.
از فیلم‌ها یا مجموعه‌های تلویزیونی که وی در آن‌ها نقش داشته‌است، می‌توان به یولیه و میله اشاره نمود.